# L. Ritók Nóra
L. Ritók Nóra (Berettyóújfalu, 1960. június 20. –) pedagógus, az Igazgyöngy Alapítvány alapítója és szakmai vezetője, valamint az Igazgyöngy Alapfokú Művészet Iskola igazgatója. A gyerekszegénység, mélyszegénység ellen küzd, az esélyteremtésért és integrációért dolgozik. Aktív művész; folyamatosan publikál és tanít.

## Pedagógiai munkásság
- 1982–2000: általános iskolai oktatás
- 1999–2001: középiskolai oktatás (művészeti gimnázium)
- 2000-től: alapfokú művészeti oktatás

## Iskolák
- 1978–1982: Bessenyei György Tanárképző Főiskola – földrajz–rajz szak
- 2000–2003: Magyar Iparművészeti Egyetem – vizuális kommunikáció, környezetkultúra szak
- 2003–2005: BME – Közoktatás-vezetői képzés

## Publikációk

### Könyvek
- Tankönyvek (Alkotni jó! 1., 2., 3., 4. osztály, Vizuális nevelés 9–10. évfolyam – társszerzőként, Pedellus Kiadó, 2001–2006)
- Alkossunk együtt! Kooperatív módszertani kiadvány (SuliNova, 2005)
- Nézzünk körül együtt! Kompetenciafejlesztő módszertani kiadvány (SuliNova, 2007)
- Rajzolni jó! (Ötlettár vizuális nevelést tanítók számára) (Educatio, 2008)
- Projektpedagógia a hátrányos helyzetű tanulók oktatásában (Educatio, 2008)
- Varázslatos rajzok (Szlovákiai Magyar Pedagógusok Szövetsége, 2008)
- Kompetenciafejlesztés a művészetek eszközeivel (Prolog Kiadó, Nagyvárad, 2010)
- Bukdácsoló esélyegyenlőség (Underground Kiadó, Budapest, 2011)
- Láthatatlan Magyarország (Tea Kiadó, 2017)
- Minden gyerek számít, Tanítani E-könyvek sorozat, 2022, printben is (Kocsis Kiadó, 2022)
- Kettészakadt világ (TEA Kiadó, 2022)

### Blogok
- HVG Nyomor széle
- Blog az adományozásról

## Díjai, elismerései
- Városi: Pedagógiai munkáért (1998), Berettyóújfalu Városért (2002)
- Teleki Blanka-díj (2008)
- Várhegyi György-díj (2008)
- Apáczai Csere János-díj (2009)
- Promenád díj (2009)
- A Magyar Köztársasági Érdemrend lovagkeresztje (2010) – A díjat 2016. augusztus 31-én visszaadta
- A Magyar Tehetség Nagykövete (2011–2016)
- Magyar Toleranciadíj (Hajdú-Bihar megye) (2011)
- Holló László-díj (2012)
- Bonis Bona díj (kiváló tehetséggondozó) (2014)
- Ashoka-fellow (2014-től)
- 2016-ban az ötven legbefolyásosabb magyar nő közé került (Forbes Magazin), 2019-ben pedig a Forbes-arcok közé
- Az Eötvös Loránd Tudományegyetem Pedagógiai és Pszichológiai Karának javaslata alapján az Egyetem Szenátusa címzetes egyetemi docensi címet adományozott neki (2016)
- Az Év Szociális Szakembere díj (2016)
- Közéleti díj (az MSZP nőtagozatának díja) – (2017)
- Fekete Bori-díj (2017)
- Az Év Önkéntese (Hétköznapi Hősök, Hajdú-Bihar megye) (2018)
- European Fatwa Council for Halal Transactions (Ausztria) humanitárius díja (2018)
- Prima Primissima díj – Közönségdíj (2018)
- Ember Mária-díj (2019)
- SzuperWMN 2019 közéleti díja
- Kaposvári József-díj (2019)
- MÚOSZ tiszteletbeli tagság (2023)
- Hazám-díj (2023)[2]
- Bogdán László-díj (2023)[3]
- Az Olasz Kereskedelmi Kamara Magyarországért (CCIU) díja a nemek közti egyenlőség támogatásáért (2024)
- OTP FÁY Oktatási Innovációs Díj, Általános iskola Alsó Tagozat kategóriában Arany fokozatú díj az Igazgyöngy Alapfokú Művészeti Iskolának, a Hármas fókuszú vizuális nevelési programért. (A módszertan kidolgozója L. Ritók Nóra)

## Művészeti munkásság

### Tagságok
- Magyar Alkotóművészek Országos Egyesülete (1993)
- Grafikusművészek Ajtósi Dürer Egyesülete (2000)

### Kiállítások
- 1991 óta több mint 100 egyéni kiállítás Magyarországon
- Csoportos tárlatok: megyei és országos Őszi, Tavaszi, Nyári Tárlatok, tematikus kiállítások
- Külföldi csoportos kiállítások: Jugoszlávia, Románia, USA, Lengyelország, Kína

## Könyvillusztrációk
- Arany János: Rege a Csodaszarvasról
- Pethő Gizella: Kagylóba zárt tengerrezdülés
- Veitz Irma: Féltem a fülemüle dalát
- Bényei József: Csipkefa oltár
- Kocsis Csaba: Kádár vitéz
- Körmendi Lajos: A táltos kincse
- R. Simor Katalin: Elmondom magamnak